# Скънк Ананси
Скънк Ананси (на английски: Skunk Anansie) е рок група, създадена през 1994 година в Лондон, Великобритания.
Формацията е предвождана от тъмнокожата ексцентрична певица Дебора Дайър, по-известна с псевдонима си Скин, която се превръща в една от най-характерните изпълнителки в Брит рок теченията от средата и края на 1990-те години. По това време групата издава три изключително успешни студийни албума, включващи дузина хитови композиции. През 2001 година, Скънк Ананси се разпада за период от няколко години до 2009, когато музикантите се събират отново, записвайки и нов студиен албум, издаден през 2010 година.

## Членове
- Скин (Дебора Дайър, родена 1967 година) – вокали
- Кас (Ричард Кийт Люис, роден 1960 година) – бас китара (1994 – 2001, 2009-)
- Ейс (Мартин Айвър Кент, роден 1967 година) – китара (1994 – 2001, 2009-)
- Марк Ричардсън (роден 1970 година) – барабани, перкусии (1995 – 2001, 2009-)[1]

Бивши:
- Роби Франс – барабани (1994)[1]

## Дискография

### Албуми
- (1995) Paranoid and Sunburnt („Платинен албум“ във Великобритания)
- (1996) Stoosh („Платинен албум“ във Великобритания)
- (1999) Post Orgasmic Chill („Златен албум“ във Великобритания)
- (2009) Smashes and Trashes (сборен албум)
- (2010) Wonderlustre
- (2012) Black Traffic
- (2016) Anarchytecture